# Équipe d'Argentine masculine de handball
Maillots
Dernière mise à jour : 21 janvier 2023.
L'équipe d'Argentine masculine de handball représente la Confédération argentine de handball lors des compétitions internationales, notamment aux Jeux olympiques et aux championnats du monde.
Avec le Brésil, elle est actuellement la meilleure équipe américaine. Elle s'est ainsi qualifiée pour les championnats du monde, sans interruption, depuis sa première participation en 1997 et pour les trois dernières éditions des Jeux olympiques.

## Palmarès
Championnats panaméricain
- : 2000, 2002, 2004, 2010, 2012, 2014, 2018
- : 1996, 1998, 2006, 2008
- : 2016

Championnat d'Amérique du Sud et centrale
- : 2020
- : 2022, 2024

Jeux panaméricains
- : 2011, 2019, 2023
- : 2003, 2007, 2015
- : 1995, 1999

Jeux sud-américains (en)
- : 2002, 2006
- : 2010, 2014, 2018

Coupe intercontinentale
- : 2002[2]

## Parcours détaillé
| Jeux olympiques - 1972 à 2008 : non qualifié - 2012 : 10e place - 2016 : 10e place - 2020 : 12e place - 2024 : 12e place Championnat du monde - 1938 à 1995 : non qualifié - 1997 : 22e place - 1999 : 21e place - 2001 : 15e place - 2003 : 17e place - 2005 : 18e place - 2007 : 16e place - 2009 : 18e place - 2011 : 12e place - 2013 : 18e place - 2015 : 12e place - 2017 : 18e place - 2019 : 17e place - 2021 : 11e place - 2023 : 19e place - 2025 : qualifié | Championnats panaméricains - Vainqueur (7) : 2000, 2002, 2004, 2010, 2012, 2014, 2018 - Médaille d'argent (4) : 1996, 1998, 2006, 2008 - Médaille de bronze : 2016 Jeux panaméricains - Vainqueur (3) : 2011, 2019, 2023 - Médaille d'argent (3) : 2003, 2007, 2015 - Médaille de bronze (2) : 1995, 1999 Jeux sud-américains - Vainqueur (2) : 2002, 2006 - Médaille d'argent (3) : 2010, 2014, 2018 Championnat d'Amérique du Sud et centrale - Vainqueur (1) : 2020 - Médaille d'argent (2) : 2022, 2024 |

## Effectif
L'effectif de l'équipe Jeux olympiques de 2024 est :

## Personnalités liées à la sélection

### Statistiques
| Rang                            | Joueur                    | Matchs | Période     |
| ------------------------------- | ------------------------- | ------ | ----------- |
| 1                               | Gonzalo Carou             | 270    | 2000-2021   |
| 2                               | Federico Pizarro          | 261    | depuis 2006 |
| 3                               | Federico Gastón Fernández | 227    | depuis 2010 |
| 4                               | Matías Schulz             | 226    | 2001-2020   |
| 5                               | Andrés Kogovsek           | 222    | 1994-2013   |
| 6                               | Federico Vieyra           | 197    | 2006-2019   |
| 7                               | Sebastián Simonet         | 195    | 2005-2021   |
| 8                               | Fernando García           | 191    | 2001-2017   |
| 9                               | Leonardo Querín           | 189    | 2000-2017   |
| 10                              | Pablo Simonet             | 159    | depuis 2012 |
| 11                              | Pablo Portela (es)        | 151    | 2008-2017   |
| 12                              | Leonel Maciel             | 149    | depuis 2010 |
| Statistiques au 16 janvier 2025 |                           |        |             |

- Joueur actif

| Rang                            | Joueur                    | Buts | Matchs | Moy. | Période     |
| ------------------------------- | ------------------------- | ---- | ------ | ---- | ----------- |
| 1                               | Federico Pizarro          | 843  | 261    | 3,23 | depuis 2006 |
| 2                               | Federico Gastón Fernández | 805  | 227    | 3,55 | depuis 2010 |
| 3                               | Andrés Kogovsek (es)      | 470  | 222    | 2,12 | 1994-2013   |
| 4                               | Diego Simonet             | 450  | 144    | 3,13 | depuis 2010 |
| 5                               | Sebastián Simonet         | 412  | 195    | 2,11 | 2005-2021   |
| 6                               | Pablo Simonet             | 359  | 153    | 2,35 | depuis 2012 |
| 7                               | Federico Vieyra           | 357  | 197    | 1,81 | 2006-2019   |
| 8                               | Eric Gull                 | 349  | 137    | 2,55 | 1997-2010   |
| 9                               | Ignacio Pizarro           | 329  | 103    | 3,19 | 2017-2024   |
| 10                              | Santiago Baronetto (en)   | 266  | 86     | 3,09 | depuis 2013 |
| 11                              | Lucas Moscariello (en)    | 263  | 122    | 2,16 | depuis 2016 |
| 12                              | Gonzalo Carou             | 250  | 270    | 0,93 | 2000-2021   |
| 13                              | Damián Migueles           | 237  | 148    | 1,60 | 2003-2015   |
| 14                              | Gonzalo Viscovich         | 216  | 129    | 1,67 | 1997-2009   |
| 15                              | Ramiro Martínez (en)      | 203  | 75     | 2,71 | depuis 2016 |
| Statistiques au 16 janvier 2025 |                           |      |        |      |             |

Parmi ces joueurs, certains se sont particulièrement distingués :
- Gonzalo Carou, joueur le plus capé avec 270 sélections, recordman de participation au Championnat du monde avec onze compétitions disputées entre 2001 et 2021 ;
- Federico Pizarro, meilleur buteur avec 843 buts marqués ;
- Diego Simonet, 7 fois élu meilleur handballeur argentin de l'année ;
- Eric Gull, 4 fois élu meilleur handballeur argentin de l'année, nommé dans l'élection du meilleur handballeur de l'année 2003, élu meilleur sportif de l'année en Argentine en 2003 et 2004 ;
- Andrés Kogovsek (es), 3 fois élu meilleur handballeur argentin de l'année ;
- Martín Viscovich, 3 fois élu meilleur handballeur argentin de l'année.

### Sélectionneurs
Les sélectionneurs et leurs statistiques sont :
| Sélectionneur                   | Période(s)             | J   | G  | N | P  |
| ------------------------------- | ---------------------- | --- | -- | - | -- |
| Eduardo Gallardo                | 2008-2017              | 171 | 86 | 9 | 76 |
| Mauricio Torres                 | 1999-2003 et 2006-2007 | 131 | 92 | 7 | 32 |
| Manolo Cadenas                  | 2017-21                | 59  | 39 | 3 | 17 |
| Guillermo Milano                | 2023                   | 34  | 25 | 0 | 9  |
| E. Menéndez & R. Casuso         | 1994-95                | 32  | 17 | 3 | 12 |
| Enrique Menéndez                | 1988,1991-92 et 95     | 28  | 9  | 2 | 17 |
| Adolfo Tami                     | 1972-1980              | 23  | 11 | 0 | 12 |
| Julián Sojit                    | 1985-1987              | 17  | 2  | 1 | 14 |
| Jordi Ribera                    | 2005                   | 13  | 4  | 1 | 8  |
| José Márquez                    | 1998                   | 10  | 9  | 0 | 1  |
| Roberto Casuso (en)             | 1997                   | 10  | 3  | 1 | 6  |
| indetérminé (Mauricio Torres ?) | 2004                   | 8   | 3  | 3 | 2  |
| Jorge Rossi-José Torres         | 1981                   | 5   | 3  | 0 | 2  |
| Manuel Quiala                   | 1996                   | 5   | 3  | 0 | 2  |
| Alfredo Miri                    | 1983                   | 4   | 4  | 0 | 0  |
| Juan Carlos Basualdo            | 1971                   | 3   | 1  | 0 | 2  |

## Confrontations face à la France
| Rencontres | Victoires | Nuls | Défaites | Buts pour | Buts contre | Différence |
| ---------- | --------- | ---- | -------- | --------- | ----------- | ---------- |
| 17         | 17        | 0    | 0        | 526       | 370         | +156       |